# Benedetto da Norcia
Benedetto da Norcia (Norcia, 2 marzo 480 – Montecassino, 21 marzo 547) è stato un monaco cristiano italiano, fondatore dell'Ordine di San Benedetto. Viene venerato da tutte le Chiese cristiane che riconoscono il culto dei santi.

## Biografia
San Benedetto, fratello di santa Scolastica, nacque nel 480 nella città umbra di Norcia. Il padre Eutropio, figlio di Giustiniano Probo della gens Anicia, era Console e Capitano Generale dei Romani nella regione di Norcia, mentre la madre era Abbondanza Claudia de' Reguardati di Norcia. Quando ella morì, secondo la tradizione, i due furono affidati alla nutrice Cirilla. Alla gens appartenevano anche san Gregorio Magno e Severino Boezio. A 12 anni fu mandato con la sorella a Roma a compiere i suoi studi, ma, come racconta Gregorio Magno nel secondo libro dei Dialoghi, sconvolto dalla vita dissoluta della città «ritrasse il piede che aveva appena posto sulla soglia del mondo per non precipitare anche lui totalmente nell'immane precipizio. Disprezzò quindi gli studi letterari, abbandonò la casa e i beni paterni e volle far parte della vita monastica».
All'età di 17 anni, insieme con la sua nutrice Cirilla, si ritirò nella valle dell'Aniene presso Eufide (l'attuale Affile), dove, secondo la leggenda devozionale, avrebbe compiuto il primo miracolo, riparando un vaglio rotto dalla stessa nutrice. La lasciò e si avviò verso la valle di Subiaco, presso gli antichi resti di una villa neroniana, nella quale le acque del fiume Aniene alimentavano tre laghi. A Subiaco incontrò Romano, monaco di un vicino monastero retto da un abate di nome Adeodato, che, vestitolo degli abiti monastici, gli indicò una grotta impervia del Monte Taleo (attualmente contenuta all'interno del Monastero del Sacro Speco), dove Benedetto visse da eremita per circa tre anni, fino alla Pasqua dell'anno 500. Conclusa l'esperienza eremitica, accettò di fare da guida ad altri monaci in un ritiro cenobitico presso Vicovaro, ma, dopo che alcuni monaci tentarono di ucciderlo con una coppa di vino avvelenato, tornò a Subiaco.
Qui rimase per quasi trent'anni, predicando la "Parola del Signore" e accogliendo discepoli sempre più numerosi, fino a creare una vasta comunità di tredici monasteri, ognuno con dodici monaci e un proprio abate, tutti sotto la sua guida spirituale. Negli anni tra il 525 ed il 529, a seguito di un altro tentativo di assassinio con un pane avvelenato, Benedetto decise di abbandonare Subiaco per salvare i propri monaci. Si diresse quindi verso Cassino dove, sopra un'altura, fondò il monastero di Montecassino, edificato sopra i resti di templi pagani e con oratori in onore di san Giovanni Battista (da sempre ritenuto un modello di pratica ascetica) e di san Martino di Tours, che era stato iniziatore in Gallia della vita monastica.

### La regola di san Benedetto

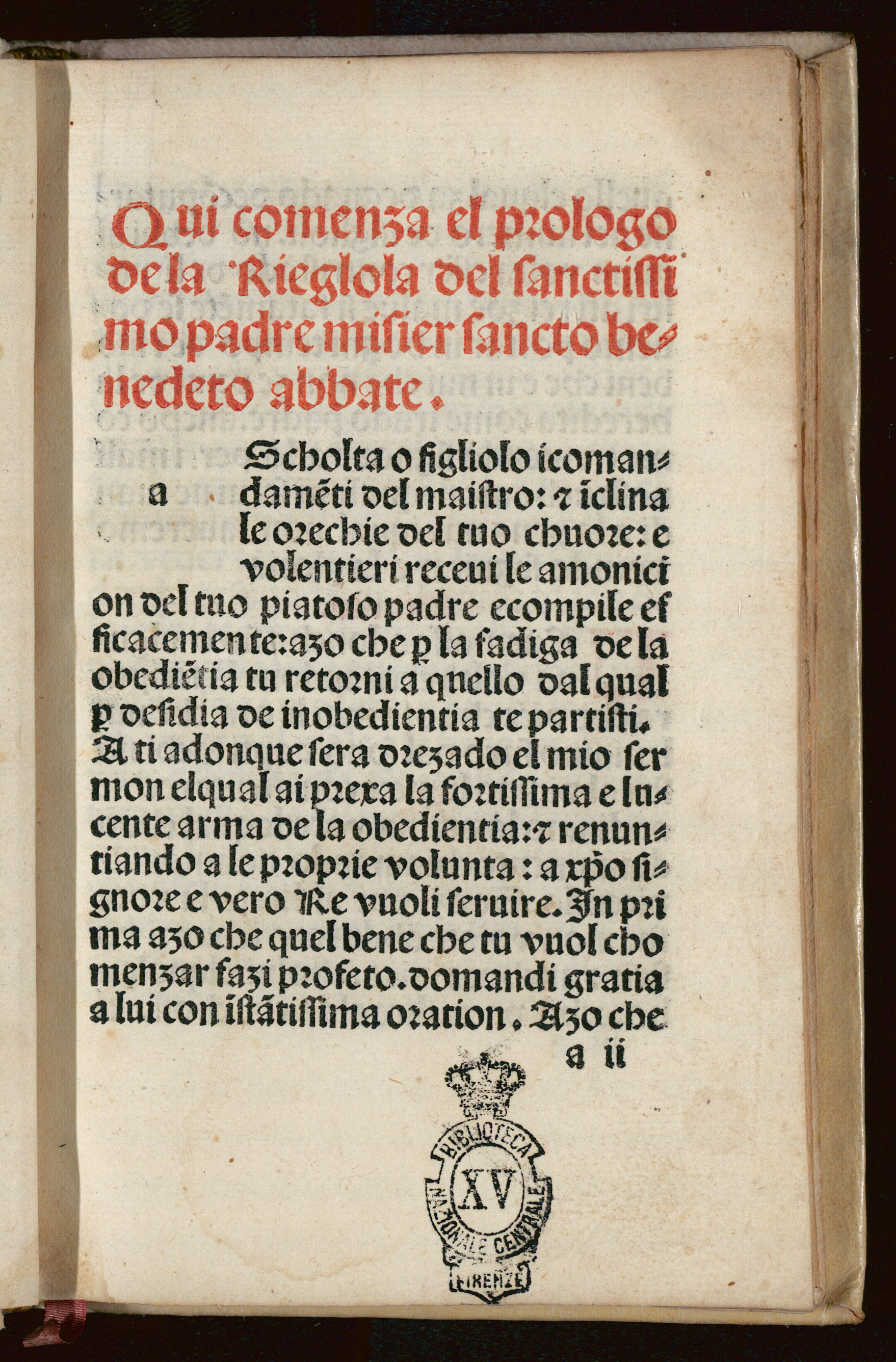
Prologo della Regula

A Montecassino, intorno al 525, Benedetto compose la sua Regola prendendo spunto da regole precedenti, in particolare quelle di san Giovanni Cassiano e san Basilio, ma anche san Pacomio, san Cesario, e l'Anonimo della Regula Magistri con il quale ebbe stretti rapporti proprio nel periodo della stesura della regola benedettina, egli combinò l'insistenza sulla buona disciplina con il rispetto per la personalità umana e le capacità individuali, nell'intenzione di fondare una «scuola del servizio del Signore, in cui speriamo di non ordinare nulla di duro e di rigoroso».
La regola, nella quale si organizza nei minimi particolari la vita dei monaci all'interno di una "corale" celebrazione dell'uffizio, diede nuova e autorevole sistemazione alla complessa, ma spesso vaga e imprecisa, precettistica monastica precedente. I due cardini della vita comunitaria sono il concetto di stabilitas loci (l'obbligo di risiedere per tutta la vita nello stesso monastero contro il vagabondaggio allora piuttosto diffuso di monaci più o meno "sospetti") e la conversatio, cioè la buona condotta morale, la pietà reciproca e l'obbedienza all'abate, il "padre amoroso" (il nome deriva proprio dal siriaco abba, "padre") mai chiamato superiore, e cardine di una famiglia ben ordinata che scandisce il tempo nelle varie occupazioni della giornata durante la quale la preghiera e il lavoro si alternano nel segno del motto ora et labora ("prega e lavora").
I monasteri che seguono la regola di san Benedetto sono detti benedettini. Anche se ogni monastero è autonomo sotto l'autorità di un abate, si organizzano normalmente in confederazioni monastiche, delle quali le più importanti sono la congregazione cassinense e la congregazione sublacense, originatesi rispettivamente attorno all'autorità dei monasteri benedettini di Montecassino e di Subiaco.

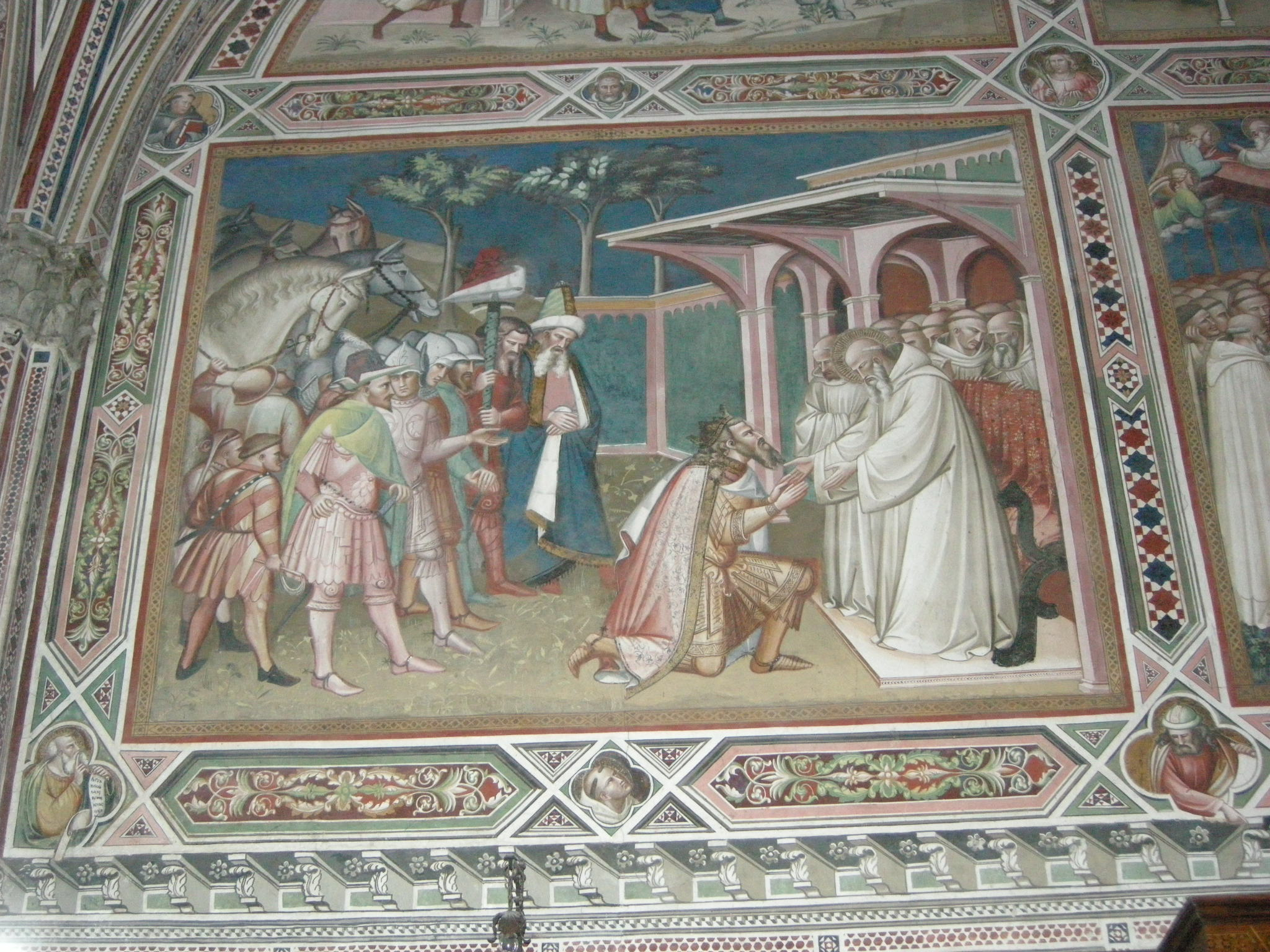
L'incontro con Totila di Spinello Aretino, sagrestia di San Miniato al Monte (Firenze)

A Montecassino, Benedetto visse fino alla morte, ricevendo l'omaggio dei fedeli in pellegrinaggio e di alcune personalità come Totila re degli Ostrogoti, che il monaco ammonì, e l'abate Servando.
Benedetto morì il 21 marzo 547 dopo 6 giorni di febbre fortissima e quaranta giorni circa dopo la scomparsa di sua sorella Scolastica, con la quale ebbe comune sepoltura. Secondo la leggenda devozionale spirò in piedi, sostenuto dai suoi discepoli, dopo aver ricevuto la comunione e con le braccia sollevate in preghiera, mentre li benediceva e li incoraggiava.
Tra i numerosi miracoli che avrebbe compiuto san Benedetto durante la sua vita terrena, ricordati nei Dialoghi scritti da papa san Gregorio Magno, sono annoverati anche alcuni miracoli di risurrezione.
Le diverse comunità benedettine nonché il calendario della messa tridentina del rito romano ricordano il dies natalis del santo il 21 marzo, mentre il nuovo calendario del 1969 ne celebra ufficialmente la festa l'11 luglio (in realtà tradizionale data del suo Patrocinio), da quando Papa Paolo VI con il breve Pacis nuntius ha proclamato san Benedetto da Norcia patrono d'Europa il 24 ottobre 1964 in onore della consacrazione della Basilica di Montecassino. La Chiesa ortodossa celebra la sua ricorrenza il 14 marzo.

### La traslazione delle reliquie

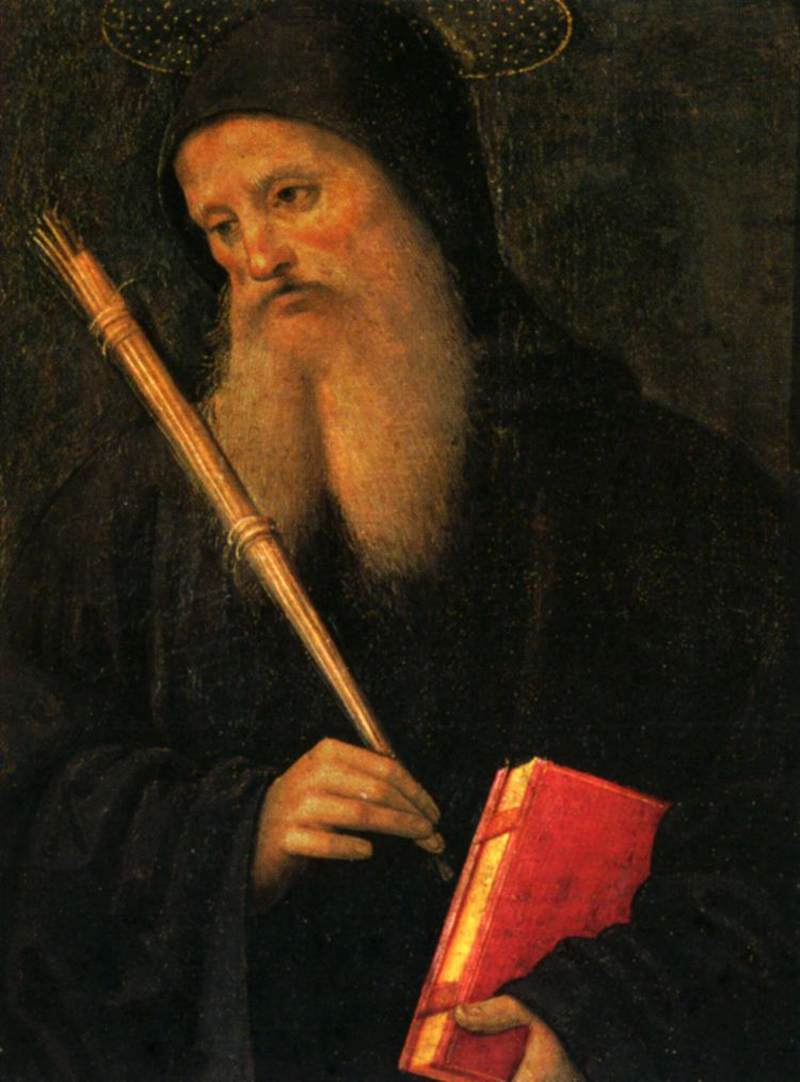
Benedetto da Norcia in un dipinto del Perugino, 1495-98.

Secondo l'Historia Langobardorum di Paolo Diacono, nel 577 il monastero di Montecassino fu distrutto dai Longobardi di Zotone, che costrinsero i monaci a rifugiarsi a Roma. L'autore era uno dei cinque grammatici stranieri della Scuola Palatina di Carlomagno, che si era ritirato a Montecassino dal 782 alla morte. Il testo precisa che le reliquie di san Benedetto e di santa Scolastica furono sottratte e collocate in due monasteri omonimi della Gallia, nell'abbazia di Fleury-sur-Loire (ribattezzata Saint-Benoit-sur-Loire) e nella Collegiata di San Pietro a Le Mans.
La Cronaca di Aldrevaldo di Fleury, del IX secolo, conferma che san Mommolino avrebbe effettuato la traslazione delle reliquie nell'abbazia di Fleury-sur-Loire dopo la distruzione del monastero di Montecassino ad opera dei Longobardi. La tomba del santo e i miracoli elargiti descritti nei Miracula sancti Benedicti, scritti da cinque monaci dell'abbazia nei tre secoli successivi attirarono il pellegrinaggio, che portò all'abbazia francese benessere e fama.
Tuttavia le reliquie erano considerate quasi indispensabili alla comune devozione nel Medioevo, specialmente ai monaci, era naturale che fossero cercate e "trovate" dappertutto.
Ad esempio: un frammento di costola (Benedettine del Calvario di Orléans), un altro frammento di costola (Benedettine del Santo-Sacramento di Parigi), l'estremità superiore del radio sinistro (Grande seminario di Orléans), la parte inferiore del radio destro e la parte inferiore del perone sinistro (entrambi all'abbazia di Sainte-Marie de la Pierre-qui-Vire), un frammento della parte centrale di un osso lungo (abbazia di Santa Marie di Parigi), l'estremità inferiore del radio sinistro (abbazia di Saint-Wandrille), un frammento di falange dell'alluce sinistro (abbazia Notre Dame de la Garde), un frammento della parte centrale di un osso lungo (abbazia di Timadeuc a Bréhan), la rotula sinistra (abbazia d'Aiguebelle), un frammento dell'omero sinistro (abbazia della Grande Trappe), braccio destro (Brescia). Secondo i monaci benedettini di Montecassino, invece, le reliquie autentiche sono sempre restate a Montecassino.

#### Il ritrovamento di una reliquia

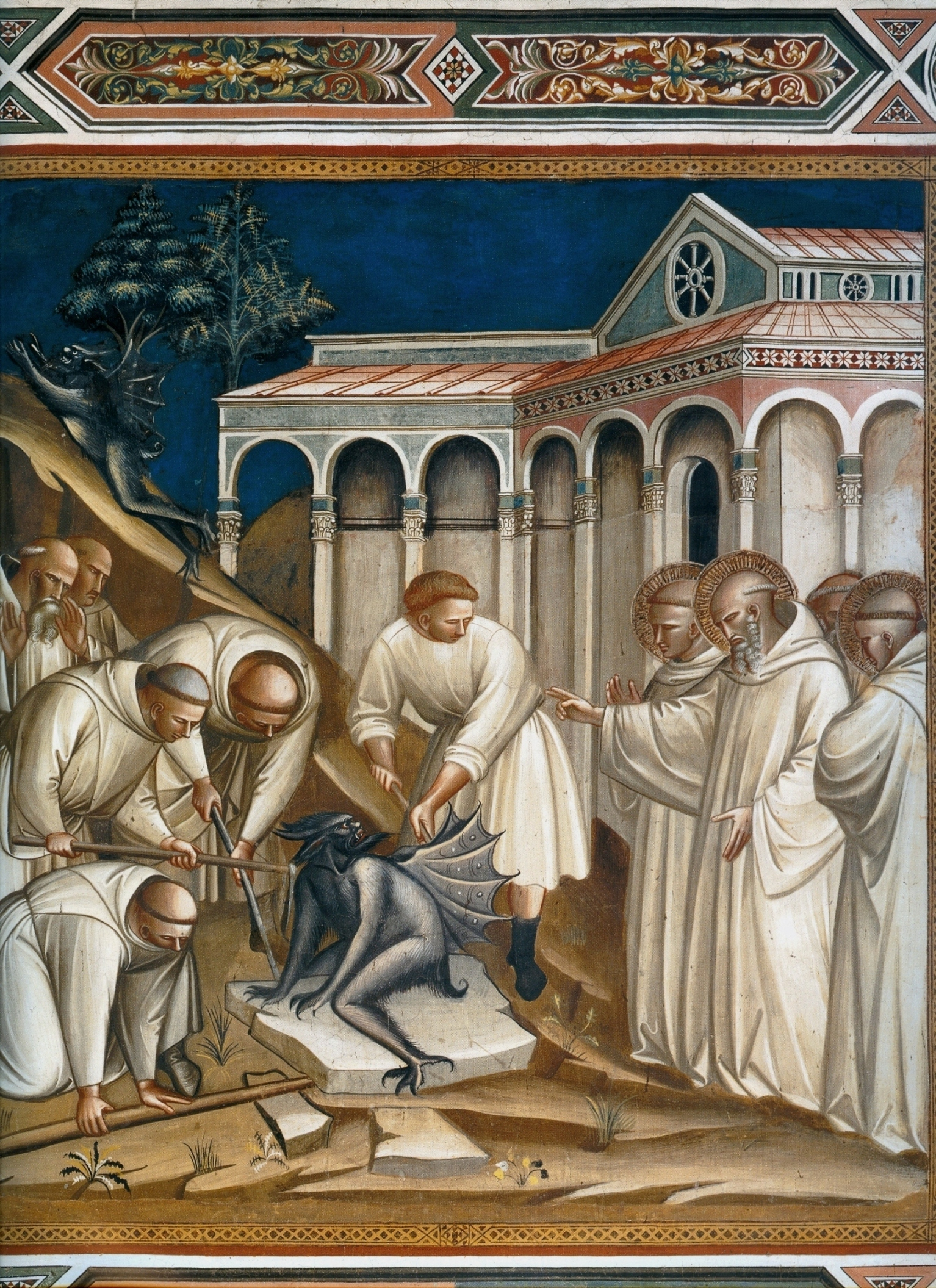
Miracolo di san Benedetto di Spinello Aretino, sagrestia di San Miniato al Monte (Firenze)

Lo studioso e monaco benedettino Jean Mabillon pubblicò nel 1685 la seguente narratio brevis, ricavata da un manoscritto medievale dell'abbazia di Sant'Emmerano di Ratisbona, che egli giudicò vecchio di novecento anni e perciò contemporaneo alla "traslazione" del corpo del santo (VIII secolo):
(Mabillon: Vetera Analecta, vol. IV, 1685, pag. 451-453))

Il verso della Medaglia di san Benedetto.

Le origini della Medaglia di San Benedetto sono antichissime. Papa Benedetto XIV ne ideò il disegno e col "Breve" del 1742 approvò la medaglia concedendo delle indulgenze a coloro che la portano con fede. Sul diritto della medaglia, san Benedetto tiene nella mano destra una croce elevata verso il cielo e nella sinistra il libro aperto della santa Regola. Sull'altare è posto un calice dal quale esce una serpe per ricordare un episodio accaduto a Benedetto: il santo, con un segno di croce, avrebbe frantumato la coppa contenente il vino avvelenato datogli da monaci attentatori. Sullo stesso lato del libro aperto è raffigurato un corvo: quest'uccello sottrasse al santo un pane avvelenato prima che se ne nutrisse.

## Venerazione
San Benedetto è il patrono di molti luoghi nel mondo. È uno dei patroni d'Europa. Nell'isola di Tenerife (Spagna) è il patrono dei campi e dei contadini. In suo onore si svolge un importante pellegrinaggio (Romería de San Benito Abad) su quest'isola, una delle più importanti del paese.

## San Benedetto nell'arte
San Benedetto fu più volte rappresentato nelle arti figurative. Sulla vita del santo si ricordano il ciclo di affreschi di Spinello Aretino nella chiesa di San Miniato al Monte a Firenze e gli affreschi della bottega di Martino da Verona nell'Abbazia di San Pietro a San Bonifacio in provincia di Verona. Nel Lazio a Subiaco sorge una statua seicentesca del santo di fronte al Monastero di San Benedetto all'interno del quale vi sono affreschi riguardanti la sua vita.

## Film
- Il sole di Montecassino, regia di Giuseppe Maria Scotese, Italia, 1945.